# Glukagonu sličan peptid-2
Glukagonu sličan peptid-2 (GLP-2) je 33 aminokiseline dug peptid čija sekvenca kod ljudi je HADGSFSDEMNTILDNLAARDFINWLIQTKITD. GLP-2 se formira putem specifičnog posttranslacionog proteolitičkog presecanja proglukagona u procesu kojim se takođe formira srodni glukagonu sličan peptid-1 (GLP-1). GLP-2 formiraju intestinalne endokrine L ćelije i razni neuroni u centralnom nervnom sistemu. Intestinalni GLP-2 se izlučuje zajedno sa GLP-1, nakon unosa hrane.
Kad se GLP-2 iz spoljašnjih izvora unese on proizvodi brojne efekte kod ljudi i glodara, neki od njih su intestinalni rast, pojačana intestinalna funkcija, redukcija koštanog razlaganja i neuroprotekcija. GLP-2 može da deluje na endokrini načni čime povezuje intestinalni rast i metabolizam sa unosom nutrijenata. GLP-2 i srodni analozi mogu da budu tretmani za sindrom kratkih creva, Kronovu bolest, osteoporozu i pomoćna terapija tokom hemoterapije kancera.